# مروه شربینی
مروه شربینی (به عربی:مروة الشربینی) (۱۹۷۷ - ۲۰۰۹ میلادی) زنی مصری بود که در دادگاهی در آلمان با هفده ضربه چاقو کشته شد. ضارب شخصی بود که شربینی علیه او در دادگاه در پرونده توهین کلامی شهادت داده بود.

## زندگی
مروه شربینی به سال ۱۹۷۷ میلادی در شهر اسکندریه متولد شد. پدرش علی شربینی و مادرش هردو شیمیدان هستند. در سال ۱۹۹۵ از دانشگاه اسلامی الازهر فارغ‌التحصیل شد. او در سال ۲۰۰۳ و پس از ازدواج با مهندس ژنتیک الوی علی اوکاز به آلمان مهاجرت کرده و ابتدا در شهر برمن و از سال ۲۰۰۸ در شهر درسدن ساکن شدند.

## مهاجرت به آلمان
از سال ۲۰۰۳ همراه شوهرش به آلمان رفتند. ابتدا در شهر برمن و از سال ۲۰۰۸ در شهر درسدن ساکن شدند. و با استفاده از بورس تحصیلی دولت مصر و با کمک مالی دولت مصر در درسدن در رشته مهندسی ژنتیک مشغول تحصیل است و جهت انجام تز دکترای خود همراه مروه به آلمان آمده بود.

## درگیری و شکایت
چندی پیش از کشته شدنش، شربینی به دادگاهی مراجعه کرده و علیه آلکس دبلیو «یک روس با ریشه‌های آلمانی که در سال ۲۰۰۳ به آلمان مهاجرت کرد» در پرونده توهین کلامی شهادت داد.

## قتل
در حین برگزاری جلسه دادگاه تجدید نظر در یک دادگاه درجه دو در شهر درسدن، فرد آلمانی در جلوی چشمان قاضی و سایر حاضران به شربینی حمله کرده و با ضربات چاقو وی را که سه‌ماهه باردار بوده از پا درآورد. و همسر این زن و مرد دیگری را زخمی کرد. در بسیاری از دادگاهای آلمان از جمله این دادگاه در درسدن، هیچ گونه بازرسی از افراد صورت نمی‌گیرد همچنین به علت آنکه الکس (قاتل) تا زمان حضور در دادگاه هیچ‌گونه سابقه بازداشت نداشت، هیچ‌گونه تدابیر امنیتی‌ای برای دادگاه در نظر گرفته نشده بود.

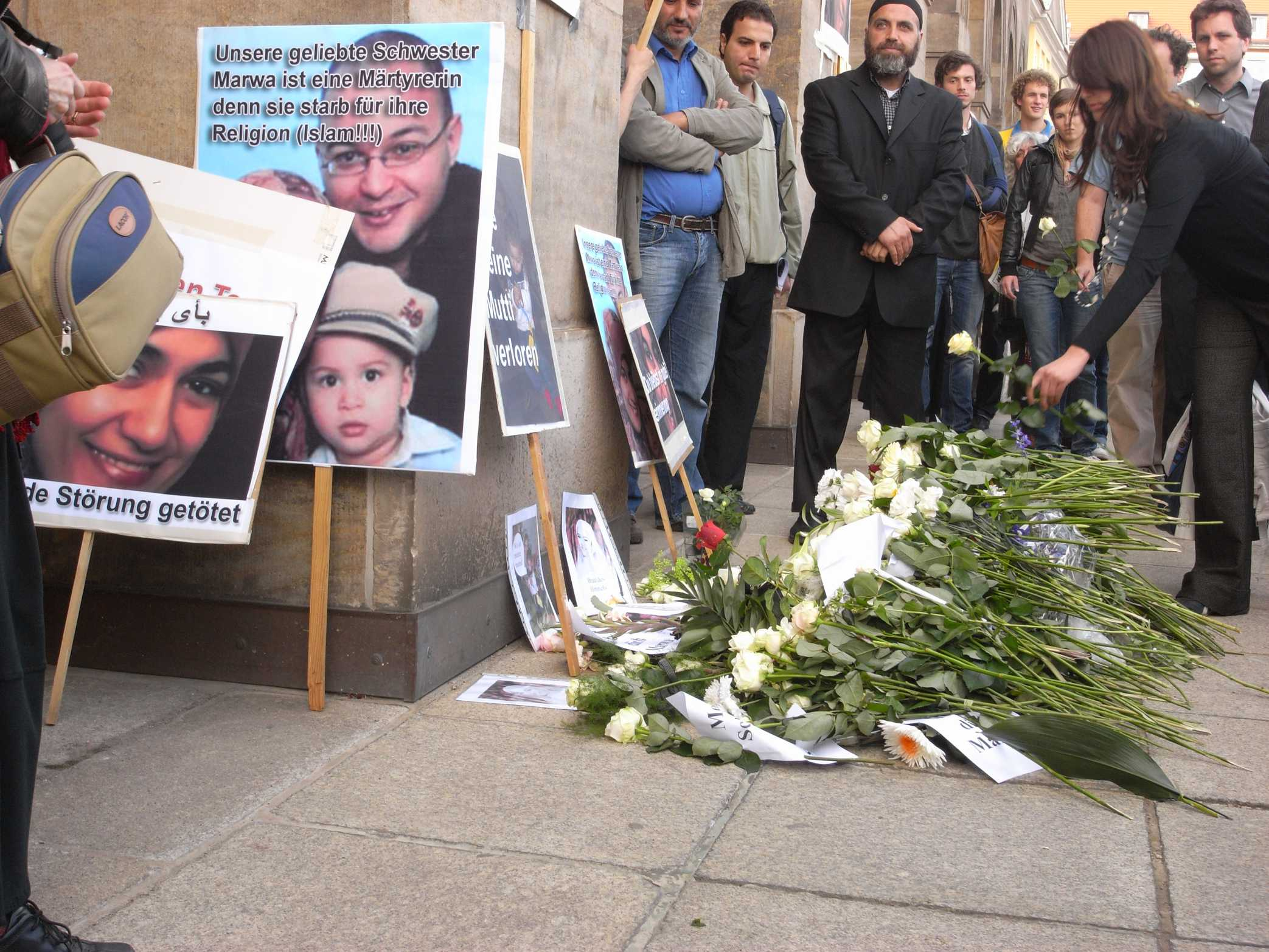
مراسم یادبود شربینی در کنار ساختمان شهرداری درسدن، یک خانم بدون حجاب در حال گذاشتن گل در محل یادبود است.

در حین ضربات شوهر مروه برای نجات همسرش به طرف او شتافت که توسط پلیس آلمان مورد تیراندازی قرار گرفت. پس از آن شوهرش با وضعیتی بحرانی در بیمارستان بستری گردید. برخی تیراندازی پلیس آلمان به وی را از روی اشتباه دانسته‌اند و برخی به نقل از مأموران امنیتی دادگاه اعلام کرده‌اند که گمان بر این بوده که شوهرش فرد مهاجم بوده و بدین خاطر وی را هدف قرار داده‌اند.
همچنین فرزند خردسال سه ساله‌شان که شاهد این ماجرای خونبار بوده، برای معالجه تحت نظر روان‌شناس است.

## تشییع جنازه
در تشییع جنازه او در مصر هزاران نفر از مردم و از جمله چند تن از وزیران دولت مصر شرکت داشتند، این مراسم تبدیل به تظاهراتی اعتراضی شد که سرانجام با دخالت و برخورد پلیس مواجه گردید.

## پیامدها

### انتقاد از دولت آلمان و رسانه‌های غربی
به‌گفتهٔ روزنامه گاردین، این حادثه در اروپا پوشش کمی داشته ولی در کشور آلمان هم باعث ایجاد بحث‌هایی در مورد تأمین امنیت در دادگاه شده است، و به صورت نسبی توجه کمتری به روی آنچه این روزنامه «انگیزه‌های نژادپرستانه انجام قتل» می‌خواند شده است. در آلمان، «کنسول مرکزی مسلمانان» و «کنسول مرکزی یهودیان» دو گروهی بوده‌اند که شدیداً نسبت به آنچه «واکنش‌های به صورت غیرقابل توضیحی پراکنده سیاست مداران و دستگاه‌های ارتباط جمعی» می‌خوانند واکنش نشان داده‌اند. اما دولت آلمان در پاسخ به این اعتراض گفته که جزئیات ماجرا مشخص نشده است و اینکه اگر معلوم شود که واقعاً انگیزه نژادپرستانه در میان بوده نسبت آن واکنش مناسب نشان خواهد داد. در کشور مصر واکنش نسبت این موضوع متفاوت بوده و شربینی شهیده حجاب نام گرفته است. شربینی مبدل به نمادی برای تظاهرات کنندگان در اعتراض به آنچه «اسلام‌ستیزی در غرب» می‌دانند شده است.
برادر مروه در مصاحبه‌ای اعلام کرد که وای به روزی که چنین حادثه‌ای برای یک اروپایی رخ می‌داد، در آن صورت بود که دولت آلمان و کشورهای اروپایی جنجالی بسیار بزرگ در سراسر دنیا به راه می‌انداختند، ولی در برابر این جنایت تروریستی مهر سکوت بر لب زدند.
دادستان کل مصر ضمن اعلام پیگیری جدی موضوع از طرح شکایت از دولت آلمان خبر داد. همچنین وکلا حقوق مصر قتل الشربینی را جنایت علیه صلح جهانی نامیده و بر محاکمه قاتل وی در دادگاه بین‌المللی تأکید داشته‌اند. اتحادیه داروسازان مصری -با توجه به آنکه مروه الشربینی خود یک داروساز بوده- خواستار تحریم داروهای آلمانی شدند جمعی از مردم مصری با گرایش‌های متفاوت سیاسی تجمعی را در مقابل سفارت آلمان در مصر برگزار کردند و ضمن اعتراض به موضعگیری تلخ آلمان در رابطه با این ماجرا قصاص فوری قاتل مروه را خواستار شدند.
راینا زول‌ایش سردبیر بخش عربی دویچه‌وله، به بیان اینکه رسانه‌ها و مردم خشمگین مصر اتهاماتی از قبیل «مسلمان‌ستیز بودن افکار عمومی آلمان» و «عدم توجه دادگاه به رفتار خشونت‌بار علیه مسلمانان» را مطرح کرده‌اند، را نقد کرده و معتقد است که این قبیل اتهامات زیاده روی می‌باشند. زول‌ایش استدلال‌هاتی چند در رد این دیدگاه‌ها یادآور می‌شود که در آلمان نه افکار عمومی مسلمان‌ستیز است و نه می‌توان دادگاه را متهم کرد که رفتار خشونت‌بار علیه مسلمانان را مورد توجه قرار نمی‌دهد. وی یادآور می‌شود که: «آلمان کشوری نیست که سیاست‌مداران و رسانه‌های آن، هر کس که روسری سر می‌کند را تروریست احتمالی قلمداد کنند. در آلمان کم نیستند نهادهای خودجوشی که برای گسترش روابط مسلمانان و غیر مسلمانان تلاش می‌کنند…». وی با اینحال، جامعه آلمان را یک جامعه ایده‌آل ندانسته و معتقد است موضوعاتی مانند واکنش مطبوعات و موضع‌گیری دیرهنگام سیاست‌مداران آلمان را باید زیر ذره‌بین گرفت.
استفان جی کرمر دبیرکل شورای مرکزی یهودیان دوشنبه (۶ ژوئیه/ ۱۵ تیر) همراه ایمان مازیک، دبیرکل شورای مرکزی مسلمانان آلمان از همسر مجروح مروه الشربینی در بیمارستان دیدار کرد. وی در اظهاراتش بیان کرد: «من به عنوان یک یهودی می‌دانم آنکس که به انسانی به دلیل نژاد، اصلیت یا مذهب او حمله می‌کند، تنها به یک فرد حمله نکرده است، بلکه به ریشه دمکراسی جامعه حمله‌ور شده است.»
عبدالعزیز حامد سردبیر روزنامه مستقل مصری الشروق در سرمقاله‌ای نوشت: «اگر قربانی حادثه اخیر در آلمان یک یهودی بود در جهان غوغایی به پا می‌شد.»

### انتقاد از دولت مصر
دولت مصر واکنش شدیدی نسبت به این موضوع داشت در رسانه‌های دولتی مصر ازاین حادثه به عنوان قتل‌عام یاد شد. یک روزنامه‌نگار مصری با توجه عدم توجه دولت به گزارش‌های سازمان‌های حقوق بشری نسبت به نقض حقوق کارگران مصری در کشورهای خلیج فارس دولت را به واکنش دوگانه نسبت به این موضوع متهم می‌کند. ولی در مقابل در تظاهراتی که به همراهی گروهی از سیاست‌مداران و اعضای پارلمان مصر برگزار شد از اقدامات ضعیف دولت در مقابل آلمان انتقاد شد.

### مراسم یادبود
به مناسبت، قتل مروه بین صدها تا هزاران نفر در روز یکشنبه ۱۲ ژوئیه مراسمی را برای ادای احترام در درسدن برگزار کردند. در میان شرکت کنندگان این مراسم فرانتس مونتفرینگ و سفیر مصر در برلین نیز حضور داشتند.

### واکنش‌ها در ایران
وزارت امور خارجه ایران این واقعه را شهادت ناجوانمردانه خواند و ضمن محکوم کردن آن، آن را مخالف اصول و ارزش‌های انسانی و نشانه‌ای از گسترش فضای تنفر از اقلیت‌های نژادی در غرب خواند. دولت ایران در یک روز سفرای آلمان و ایتالیا را احضار کرد که احضار سفیر آلمان به دلیل همین واقعه و احضار سفیر ایتالیا به دلیل آنچه «سرکوب شدید تظاهر کنندگان» خوانده شده احضار شدند.
در نمازجمعه تهران مردم طی تظاهراتی، به‌طور نمادین پیکر شربینی را تشییع کردند. دانشجویان عدالتخواه نیز در این قبال به موضعگیری پرداختند. آن‌ها ضمن محکوم کردن نقض حقوق بشر، آزادی‌های مذهبی و حقوق شهروندی در آلمان، قتل مسلمانان را ادامهٔ پروژه اسلام‌ستیزی در غرب دانسته و از مسئولان دولت آلمان خواستار پایان بخشی به رویه نقض ادعاهای حقوق بشری و آزادی‌های مذهبی را خواستار شده و خواهان محاکمهٔ عاملان قتل شهیده حجاب شدند. همچنین این دانشجویان تجمعی اعتراضی در مقابل سفارت آلمان در ایران برگزار کردند. پست ایران در سال ۱۳۸۸ تمبر یادبودی برای بزرگداشت وی منتشر کرد.
همچنین ادعا شد همراه با سانسور خبری غالب رسانه‌های غربی از این حادثه، موتورهای جستجوی گوگل و یاهو در یافته‌های تصویری خود عکس شربینی را تا حد زیادی حذف کردند.
برخی رسانه‌ها نیز با اشاره به مرگ مشکوک ندا آقا سلطان به مقایسه نحوه پوشش خبری آن توسط رسانه‌های غربی پرداخته و با بیان اینکه هدف آشکار آن‌ها پیگیری مشی ضداسلامی است که از اخبار گوناگون تنها به صورت ابزار در این راه استفاده می‌شود و قتل شربینی که نشان دهنده نژادپرستی غربی‌ها که به سانسور دچار می‌شود، دانسته‌اند.
آمار مربوط به چهار بخش خبری صدا و سیما نشان می‌دهد که صدا و سیما در یک هفته اول حوادث زیر، ۱۴۰ بار خبر کشته شدن مروه شربینی را پخش کرده است ولی در مقابل تنها ۸ بار خبر کشته شدن صد و چهل نفر مسلمان در چین توسط پلیس چین، ۵ بار پخش خبر کشته شدن شبه نظامی مسلمان چچنی توسط روسیه و تنها ۳ بار خبر کشته شدن ندا آقاسلطان را پخش کرده است.

#### انتقاد از عملکرد دولت ایران
رادیو آلمان در گزارشی دربارهٔ واکنش دولت ایران به این حادثه، آن را یک مانور تبلیغاتی عنوان کرد و اعلام کرد که ایران به خاطر سرکوب خونین معترضان داخل ایران و دستگیری عدهٔ کثیری از فعالان سیاسی، روزنامه‌نگاران و مردم عادی و هم به خاطر سکوتش در قبال کشتار مسلمانان در چین مورد انتقاد و پرسش است.

## دادگاه قاتل
دادگاه محاکمه قاتل در سه جلسه برگزار شد و در نهایت او به اقدام به قتل، قتل و انجام جنایت شنیع متهم و به علت جنایت در برابر کودک مقتول و انظار عمومی به شدیدترین مجازات ممکنه، حبس ابد، محکوم شد. درخواست تجدید نظر وی نیز رد شد.

## بورسیه بین‌المللی مروه شربینی
در سالگرد قتل شربینی در تیر ۹۰، دانشگاه تهران از بورسیه بین‌المللی مروه شربینی برای اعطا به زنان مسلمانی که در اثر رعایت حجاب اسلامی در کشورشان مورد فشار و آزار دولت‌ها قرار می‌گیرند خبر داد.
دانشگاه تهران اعلام کرد که این اقدام را بر اثر محدودیت‌های اعمال شده توسط برخی دولت‌های غربی بر پوشش اسلامی و درافتادنشان با اقلیت‌ها و نقض آزادی‌های دینی انجام داده است و ایجاد بستر برای جذب دانشجویان و محققان اسلامی جهت گفتگو برای رفع تبعیض‌های اعتقادی و حمایت از تبعیض‌های نژادپرستی را از اهداف آن برشمرد.
این بورسیه به بانوان مسلمان مهاجر و ساکن خارج از کشور و افرادی در سطح جهان که به دلیل رعایت ارزش‌های اسلامی و مذهبی دچار محرومیت از تحصیل شده‌اند تعلق می‌گیرد. دبیرخانه بورسیه همه ساله بر اساس بررسی‌ها به شناسایی افراد در سطح جهان اقدام می‌کند.
آیا قاتل آزاد شده؟ خبرهایی حاکی از آزادی او وجود دارد. لطفاً صحت یا سقم آن را بررسی فرمایید.